# 卡蒂查
卡蒂查西迪（1918年—1982年） 是马来亚殖民时期的马来民族主义者和政治家，也是巫统妇女组（“Kaum Ibu”）的初代领导人。她是马来民族统一机构（巫统）党内早期对妇女权利和女童教育课题发言的关键人物。

## 早期生活和政治生涯
卡蒂查于印度尼西亚西苏门答腊省帕里亞曼的一个米南佳保家庭出生，米南佳保族是一个奉守母系制度的民族。她在苏门答腊的一所荷兰学校接受教育，之后于1946年移居新加坡，并在之后和一位马来亚公民结婚。在来到马来亚之前，卡蒂查积极参与苏门答腊武吉丁宜的反殖民妇女组织“Puteri Kesatria”的活动。1953年，她受巫统邀请加入该党于新山支部，以调查马来妇女在英国统治下的状况。
卡蒂查的政治崛起反映了二战后女性所经历的社会变化。大多数活跃于这一时期政治的妇女从促进妇女和女孩受教育，在家外进行妇女有偿就业和城乡迁移中受益。 在国家、州和部门层担任党领导职务的妇女主要是城市居民或郊区居民，她们既不是妻子，又不和政治活动家有亲密关系，也不是贵族成员。

## 妇女权利活动家
当卡蒂查在1940年代抵达马来亚时，她对自身被看作是女性而感到不安。她在1947年第二次访问新加坡时，在她的回忆录中写道，她决心帮助受教育程度低的女性，教他们做家务的技能和提高她们的政治意识。她随后加入了妇女福利组织和印尼马来妇女大会（HIMWIM），以鼓动居住在新加坡的马来和印尼妇女享有自主权。然而，卡蒂查与妇女大会的合作被英国殖民政府发现，之后英国殖民政府根据1948年至1950年的紧急法案将她送入监狱。她也在入狱期间诞下一个女儿。
当她从监狱释放后，卡蒂查被有关当局从新加坡流放出来，但在拘留令下被关押至柔佛10年。在东姑阿都拉曼的支持下，她受到一名活动家伊布扎因的邀请加入巫统; 由于她的丈夫是一名马来亚公民，使她有资格加入巫统。1953年4月，她成为马六甲巫统大会的成员。在大会上，她提出增加女性席位的提议遭到其他男性代表的不满。

## 巫统妇女组领导
1954年10月，卡蒂查在与伊布扎因以及当时的雪兰莪巫统妇女组主席哈利玛顿的竞选中成功当选为巫统妇女组领袖。 在她担任领导期间，她前往全国各地，努力争取更多女性加入妇女组。卡蒂查经常要求增加妇女的代表人数，使得她视为党内的麻烦制造者。在她当选为巫统妇女主席两周后，卡蒂查便被驱逐出巫统新山支部，理由是她泄露了最高理事会诉讼的细节; 卡蒂查早前曾指控说，女性被党高层故意排除在州选举名单之外。  东姑后来确定没有足够的证据逐出卡蒂查，令巫统执行委员会撤销这项决定，并警告卡蒂查在将来应该多注意自身行为。
她在巫统妇女组两年之后再次被党逐出，这次是因为她挑战了党的性别政治，而官方使用的理由是她违反了党的纪律和规则卡蒂查之后接任东姑布丽雅，后者因其前任哈嘉再因苏莱曼和伊布扎因身体不好而接手领导层。

### 联邦立法议会争议
1955年，东姑被巫统妇女党员敦促任命卡蒂查为联邦立法议会五个预留席位之一，因为在马来亚议会选举52个席位中只有一位女性候选人即哈利玛顿当选。然而他拒绝了这项要求，并认为哈利玛顿已经可以代表马来女性了，而且当时卡蒂查受拘留令影响，因此并不合适成为议员。巫统妇女党员抱怨说，他们在1955年联邦选举中的贡献被忽略了，因此东姑促请妇女改竞选地方政府选举并努力工作。男性领导则声称他们找不到有能力的女性竞选候选人。

### 从巫统撤职
卡蒂查在1953年要求巫统领导给予妇女在国民议会中获得投票权以及在获得平等政治对待。此外，她还争取巫统妇女组的自主权，并成立一个单独的女青年团，以补组现有的巫青团，并通过预选女候选人来增加妇女竞选大选的席位。但是很快她在1956年11月因纪录原因而被革职，并获得领导的同意。然而她被逐出的主因更可能是因为她挑战党内父权制传统和霸权及不利于巫统。
在这之后巫统委任法蒂玛为巫统妇女组主席到1972年。

## 加入回教党
她因挑战该党以男性为主导的霸权之后而在之后被驱逐出巫统。卡蒂查于是选择加入回教党，成为其党内妇女组的领袖。第一届全国大选中当选龙运国会议员。她于1972年重新加入巫统，但并没有在党内扮演重要角色。

## 进一步阅读
- Memoir Khatijah Sidek: Puteri Kesatria Bangsa (1995), Penerbit UKM: Bangi ISBN 978-967942308-2
- Susan Blackburn and Helen Ting (editors) Women in Southeast Asian Nationalist Movements (2013) NUS Press: Singapore